# Gerd Wameling

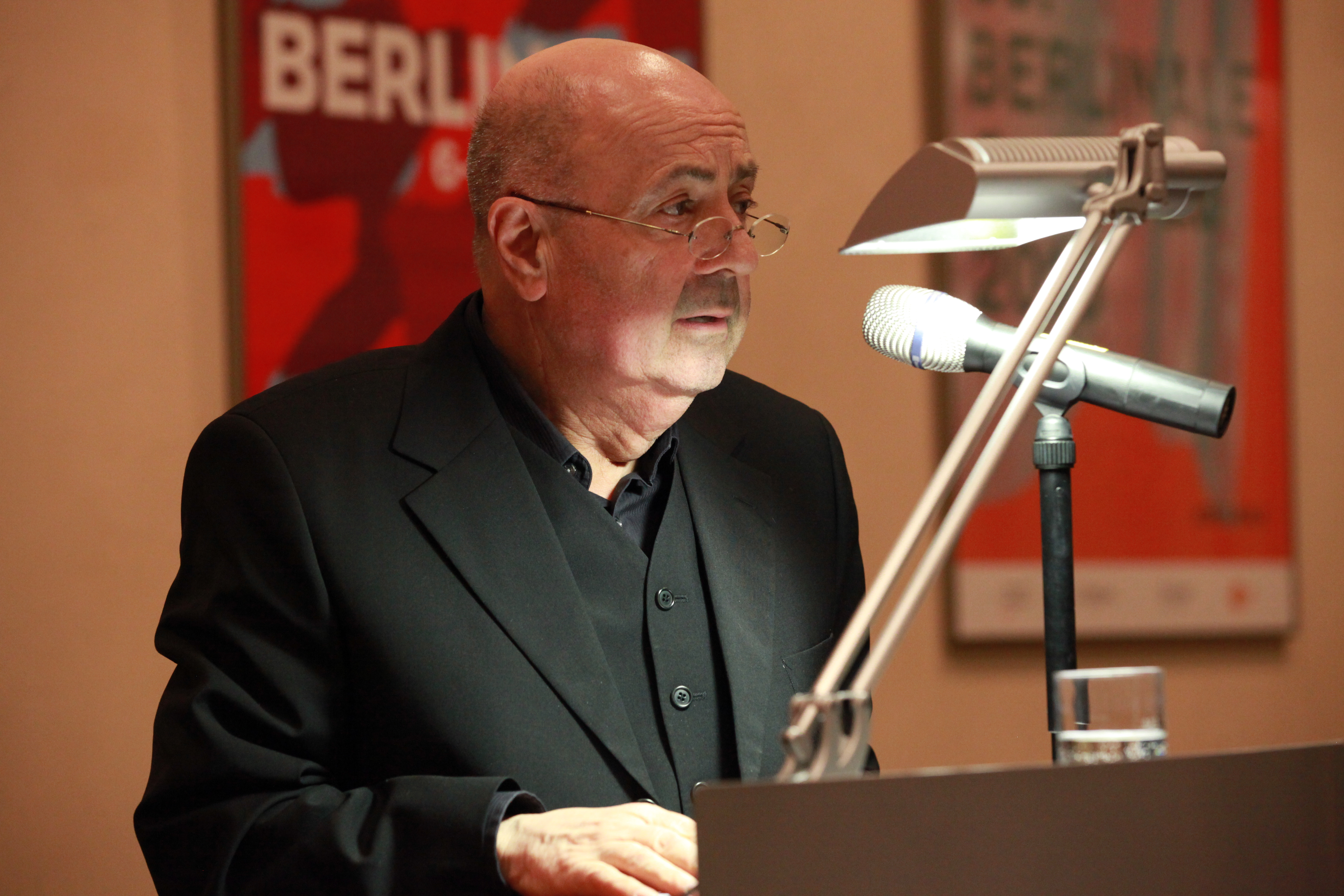
Gerd Wameling (2015)

Gerd Wameling (* April 1948 in Paderborn) ist ein deutscher Theater- und Filmschauspieler, Synchronsprecher und Hörspielsprecher sowie Hörbuchsprecher.

## Leben
Seine Ausbildung absolvierte er an der Folkwang-Hochschule in Essen. Sein erstes Engagement als junger Schauspieler hatte er direkt nach der Schauspielausbildung am Theater am Turm in Frankfurt am Main. 1974 ging er zu Peter Stein nach Berlin an die Schaubühne am Halleschen Ufer, später dann, ab 1981 zur Schaubühne am Lehniner Platz. Dort war er bis 1992 Ensemblemitglied und gehörte zum Kern der ‚alten Schaubühne‘. 1983 sprach er im NDR-Hörspiel Es ist wunderbar, dass niemand an Böhmen denkt von Helga Schütz die Rolle des Martin Luthers. Das Hörspiel stellte eine Art Zwischenspiel zum von der DDR geplanten aber unvollendeten Film Martin Luther dar.
Seit 1992 arbeitet er nur noch freischaffend, beispielsweise bei den Salzburger Festspielen. In Berlin spielte er in der Bar jeder Vernunft 1994 in „Im weißen Rössl“ den Fabrikanten Giesecke und im Renaissance-Theater. Am Burgtheater Wien und bei seltenen Gastspielen in Berlin ist er als Serge in Yasmina Rezas „Kunst“ sehen.
In Film und Fernsehen war er u. a. in Wim Wenders’ „In weiter Ferne, so nah!“, Peter Steins „Trilogie des Wiedersehens“, in der Krimireihe „Bella Block“ oder im Tatort „Tödlicher Galopp“ zu sehen. Einem breiteren Publikum ist er als Staatsanwalt Dr. Fried aus der Serie „Wolffs Revier“ bekannt. In der Episode 'tödlicher Sand' spielte er einen Bauunternehmerboss bei Alarm für Cobra 11, die Erstausstrahlung fand am 15. Oktober 1998 statt. Wameling arbeitete 2007 erneut mit Wolfgang Panzer bei dessen Remake von Bernhard Wickis Film „Die Brücke“ zusammen.
Seit 1981 unterrichtete Gerd Wameling am Mozarteum Salzburg und an der Hochschule der Künste Berlin, der jetzigen Universität der Künste. Dort wurde er 2005 zum ordentlichen Professor berufen und lehrt seitdem als Professor für Szene am Studiengang Schauspiel an der Fakultät Darstellende Kunst, wo er sowohl die Grundlagen der Schauspielkunst unterrichtet wie auch Inszenierungen für das hochschuleigene Theater UNI.T schafft. Seinen größten Erfolg hatte er 1992 mit „Der Streit“ von Marivaux. 2006 inszenierte er „Nach dem Regen“ von Sergi Belbel, 2007 Shakespeares „Romeo und Julia“ und 2009 „Stags and hens“ von Willy Russel.
Wameling arbeitet neben seiner Lehrtätigkeit weiterhin als Schauspieler im Film und am Theater. So war er in dem Stück „Der Zeichner“ des Kanadiers Michael Healey, in der Regie von Felix Prader, zu sehen. Freunden des Hörbuchs ist er durch seine Aufnahmen bekannt. Die Bandbreite reicht von CDs für Kinder (z. B. „Thomas Müller und der Zirkusbär“ von Karen Duve) bis zu den 19 CDs, auf denen er Dostojewskis „Schuld und Sühne“ liest. Im März 2008 erschien Die Pension Eva von Andrea Camilleri. Auch Toter Mann ebenfalls von Camilleri und Milarepa von Éric-Emmanuel Schmitt wurden von ihm gelesen. Aktuell ist seine Stimme auf dem Hörbuch Die Psychologie der Erbtante zu hören – nach Texten von Erich Mühsam mit Musik von Sergej Prokofjew gespielt von Johannes Roloff. Weiter ist Gerd Wameling als Sprecher und Sänger auf der Hörsongbuch-CD Ein Maulwurf im Karton mit vertonten Gedichten des amerikanischen Autors Charles Bukowski zu hören (HörSongbuch, Audio-CD, 62 min. Zum 90. Geburtstag von Charles Bukowski. Komponiert und produziert von Steffen Weßbecher-Newman, ELF-a Musik Mannheim, VÖ Steinbach Sprechende Bücher 2010, ISBN 978-3-86974-055-3).
2008 war er einziger Juror des Alfred-Kerr-Darstellerpreises. Preisträger war Niklas Kohrt für seine Rolle des Bruno in „Die Ratten“ von Gerhart Hauptmann, Regie: Michael Thalheimer.
1993 erhielt er zusammen mit Karl Heinz Willschrei, Jürgen Heinrich und Klaus Pönitz den Adolf-Grimme-Preis mit Bronze für Wolffs Revier.

## Filmografie (Auswahl)
- 1976: Sommergäste
- 1988: Book Of Days
- 1992–1999: Wolffs Revier (99 Folgen)
- 1994: Diese Drombuschs (1 Folge)
- 1996: Kondom des Grauens
- 1996: Sexy Sadie
- 1997: Tatort: Tödlicher Galopp (Fernsehreihe)
- 1997: Tatort: Geld oder Leben (Fernsehreihe)
- 1997: Bella Block: Geldgier
- 1999: Mit fünfzig küssen Männer anders
- 2002: Sophiiiie!
- 2008: Die Brücke
- 2008: Vier Tage Toskana
- 2008: Einsatz in Hamburg: Tödliches Spiel
- 2009: Der Mann aus der Pfalz
- 2010: Gier
- 2011: Tatort: Eine bessere Welt
- 2011: Tatort: Der Tote im Nachtzug
- 2012: Die Männer der Emden
- 2012: Tatort: Es ist böse
- 2012: Die letzte Spur – Terrorist
- 2012: Tatort: Im Namen des Vaters
- 2013: Tatort: Wer das Schweigen bricht
- 2014: Tatort: Der Eskimo
- 2021: Die Luft, die wir atmen (Fernsehfilm)

## Theater
- 1974: Heiner Müller: Der Lohndrücker – Regie: Frank-Patrick Steckel (Schaubühne am Halleschen Ufer Berlin)
- 1976: Bertolt Brecht: Der Untergang des Egoisten Fatzer – Regie: Frank-Patrick Steckel (Schaubühne am Halleschen Ufer Berlin)
- 1976: Else Lasker-Schüler: Die Wupper – Regie: Luc Bondy (Schaubühne am Halleschen Ufer Berlin)
- 1977: William Shakespeare: Wie es euch gefällt – Regie: Peter Stein (Schaubühne am Halleschen Ufer Berlin)
- 1977: Alfred de Musset: Man spielt nicht mit der Liebe – Regie: Luc Bondy (Schaubühne am Halleschen Ufer Berlin)
- 1978: Botho Strauß: Trilogie des Wiedersehens – Regie: Peter Stein (Schaubühne am Halleschen Ufer Berlin)
- 1979: Robert Walser: Familienszenen – Regie: Felix Prader (Schaubühne am Halleschen Ufer Berlin)
- 1980: Ernst Jandl: Aus der Fremde – Regie: Ellen Hammer (Schaubühne am Halleschen Ufer Berlin)
- 1980: Aischylos: Orestie – Regie: Peter Stein (Schaubühne am Lehniner Platz Berlin)
- 1984: Botho Strauß: Der Park – Regie: Peter Stein (Schaubühne am Lehniner Platz Berlin)
- 1986: Eugene O’Neill: The Hairy Ape – Der haarige Affe – Regie: Peter Stein (Schaubühne am Lehniner Platz Berlin)
- 1987: Jean Racine: Phädra – Regie: Peter Stein (Schaubühne am Lehniner Platz Berlin)
- 1987: Bertolt Brecht: Trommeln in der Nacht – Regie: Herbert König (Schaubühne am Lehniner Platz Berlin)
- 1987: Robert Wilson: Death, Destruction & Detroit – Regie: Robert Wilson (Schaubühne am Lehniner Platz Berlin)
- 1989: Botho Strauß: Die Zeit und das Zimmer (Frank Arnold) – Regie: Luc Bondy (Schaubühne am Lehniner Platz Berlin)
- 1989: Anton Tschechow: Der Kirschgarten – Regie: Peter Stein (Schaubühne am Lehniner Platz Berlin)
- 1990: Javier Tomeo: Mütter und Söhne – Regie: Felix Prader (Schaubühne am Lehniner Platz Berlin)
- 1991: Heinrich von Kleist: Amphitryon – Regie: Klaus Michael Grüber (Schaubühne am Lehniner Platz Berlin)
- 1993: Botho Strauß: Das Gleichgewicht – Regie: Luc Bondy (Salzburger Festspiele)
- 1993: William Shakespeare: Coriolan (Römischer Bürger/Volskischer Diener) – Regie: Deborah Warner (Salzburger Festspiele – Felsenreitschule)
- 1998: T. McNally: Lissabonner Traviata – Regie: Fred Berndt (Renaissance-Theater Berlin)
- 2000: Yasmina Reza: Kunst – Regie: Felix Prader (Renaissance-Theater Berlin)
- 2001: Biljana Srbljanović: Supermarket – Regie: Thomas Ostermeier (Schaubühne am Lehniner Platz Berlin)
- 2004: Jerry Herman: Hello, Dolly! – Regie: Stefan Huber (Stadttheater Bern)
- 2006: Michael Healey: Der Zeichner – Regie: Felix Prader (Renaissance-Theater Berlin)
- 2011: Lutz Hübner: Blütenträume – Regie: Torsten Fischer (Renaissance-Theater Berlin)
- 2012: Daniel Kehlmann: Geister in Princeton – Regie: Torsten Fischer (Renaissance-Theater Berlin)
- 2018: Paul Abraham: Viktoria und ihr Husar (John Cunlight und Erzähler) – Regie: Barrie Kosky (Komische Oper Berlin)

## Hörbücher (Auswahl)
- Bretonische Verhältnisse (Jean-Luc Bannalec). Der Audio Verlag (DAV), 2012, ISBN 978-3-86231-155-2
- Bretonische Brandung (Jean-Luc Bannalec). Der Audio Verlag (DAV), 2013, ISBN 978-3-86231-241-2
- Zacharias Walfischzahn (Sigrid Heuck, Kinderhörbuch). Ohrka.de (kostenloser Hörbuch-Download)
- Bretonisches Gold (Jean-Luc Bannalec). Der Audio Verlag (DAV), 2014, ISBN 978-3-86231-333-4
- Der Bürgermeister von Furnes (Georges Simenon). Der Audio Verlag (DAV), 2019, ISBN 978-3-7424-1036-8.
- BRETONISCHE SPEZIALITÄTEN (Jean-Luc Bannalec). Argon Verlag, 2020, ISBN 978-3-8398-1772-8
- Bretonisches Leuchten (Jean-Luc Bannalec). Argon Verlag, 2024, ISBN 978-3-7324-7518-6 (Hörbuch-Download, Kommissar Dupins sechster Fall)
- Die schwarze Seele des Sommers (Andrea Camilleri). Lübbe Audio, 2024, ISBN 978-3-7540-1559-9 (Hörbuch-Download, Commissario Montalbano 10)

## Hörspiele (Auswahl)
- 1979: Hans Günter Michelsen: Alltag (Lothar Klein) – Regie: Götz Naleppa (RIAS Berlin)
- 1980: Anthony J. Ingrassia: Fame – Berühmt – Regie: Götz Naleppa (Hörspiel – RIAS Berlin)
- 1989: Michael Esser: 5 – 10 – 100 (Trainer) – Regie: Holger Rink (SFB/SR)
- 1992: Conny Lens: Ostwind – Regie: Joachim Sonderhoff (Kriminalhörspiel – WDR)
- 1993: Renate Görgen: Vom Melken oder Die Sinnlich-übersinnlichen Abenteuer des Walter Wolkenstein – Regie: Ursula Weck (Hörspiel – DS Kultur)
- 1993: Cornell Woolrich: Der Mann gegenüber – Regie: Alfred Behrens (Kriminalhörspiel – HR/SWF/NDR)
- 1995: Edelgard Abenstein/Anonym: ?Ich Dich ewig! – Adele Sandrock und Arthur Schnitzler. Ein Hörspiel aus Briefen, Telegrammen und Tagebüchern (Arthur Schnitzler) – Regie: Renate Heitzmann (Deutschlandradio)
- 1996: Klaus Pohl: Wartesaal Deutschland Stimmen Reich (Pressesprecher) – Regie: Dieter Mann/Norbert Schaeffer (Hörspiel – SWF)
- 1998: Peter Steinbach: Warum ist es am Rhein so schön… (Baldauf) – Regie: Hans Gerd Krogmann (Hörspiel – WDR/DLR)
- 2001: Norbert Zähringer: Die kleinen und die Bösen – Regie: Annette Berger (Hörspiel – DLR)
- 2006: Liese Haug: Max und Mozart – Regie: Götz Naleppa (DKultur)
- 2007: Andrea Camilleri: Toter Mann – Regie: Götz Naleppa (Kriminalhörspiel – DKultur)
- 2010: Thilo Reffert: Australien, ich komme – Regie: Oliver Sturm (Kinderhörspiel – DKultur)
- 2010: Mark Ravenhill: Gemeinschaftskunde/Citizenship – Regie: Gerd Wameling (Hörspiel – DKultur)
- 2013: Joseph Mitchell: Die Zigeunerinnen von New York – Bearbeitung und Regie: Ulrich Gerhard (Hörspiel – DKultur)
- 2013: Francis Iles: Verdacht (Nach dem Roman „Before the Fact“) – Übersetzung, Bearbeitung und Regie: Regine Ahrem (RBB)
- 2013: Hans Zimmer: Tauben fliegen nur nach Hause – Regie: Christine Nagel (Kinderhörspiel – DKultur)
- 2014: Tom Peuckert: Klassiker Europas – Regie: Oliver Sturm (Literarische Séance – RBB)
- 2014: Sonallah Ibrahim/Samir Nasr: Kairo, 11. Februar – Regie: Samir Nasr (Hörspielpreis Premios Ondas 2014 – RBB)
- 2015: Tom Hillenbrand: Rotes Gold – Regie: Martin Engler (Kriminalhörspiel – DKultur)
- 2015: Ethel Lina White: Die Wendeltreppe – Bearbeitung und Regie: Regine Ahrem (Kriminalhörspiel Kunstkopf – RBB)

## Synchronrollen
Quelle: Deutsche Synchronkartei
| Schauspieler     | Film / Serie                             | Rolle       |
| ---------------- | ---------------------------------------- | ----------- |
| Guy Bedos        | Und wenn wir alle zusammenziehen?        | Jean        |
| Mikael Bertelsen | Superclassico… meine Frau will heiraten! | Erzähler    |
| Stephen Fry      | Alice im Wunderland                      | Grinsekatze |
| Stephen Fry      | Alice im Wunderland: Hinter den Spiegeln | Grinsekatze |